# سيمون مارشال
سيمون مارشال (20 سبتمبر 1982 في المملكة المتحدة - ) (بالإنجليزية: Simon Marshall)‏ هو لاعب كريكت بريطاني. لعب مع نادي مقاطعة لانكشر للكريكت ‏ ونادي جامعة كامبريدج للكريكيت ‏.

## وصلات خارجية
- سيمون مارشال على موقع إي آس بي آن كريك إنفو (الإنجليزية)